# Małgorzata Ścibisz
Małgorzata Ścibisz z d. Soja (ur. 12 lutego 1988 w Proszowicach) – polska siatkarka grająca na pozycji libero. Wychowanka Pogoni Proszowice. Od 2008 roku związana z klubem KSZO Ostrowiec Świętokrzyski.
W 2012 roku zajęła 6. miejsce w plebiscycie sportowym Ostrowieckie Gwiazdy Sportu organizowanym przez Echo Dnia.
22 czerwca 2013 wyszła za mąż przyjmując nazwisko męża. Ceremonia odbyła się w Diecezjalnym Sanktuarium Miłosierdzia Bożego w Ostrowcu Świętokrzyskim.
W sezonie 2013/2014 I ligi w piłce siatkowej kobiet była w składzie drużyny AZS KSZO Ostrowiec Świętokrzyski, która wywalczyła historyczny awans do ORLEN Ligi, najwyższej klasy rozgrywkowej, wygrywając wszystkie mecze zarówno w sezonie regularnym jak i w play-off.

## Kluby
| Klub                         | Lata gry     |
| ---------------------------- | ------------ |
| Pogoń Proszowice             | wychowanka   |
| KSZO Ostrowiec Świętokrzyski | od 2008 roku |

## Osiągnięcia
- 2014 - awans do ORLEN Ligi z drużyną AZS KSZO Ostrowiec Świętokrzyski